# سوشانتو تریپورا
سوشانتو تریپورا (بنگالی: সুশান্ত ত্রিপুরা؛ زادهٔ ۵ اکتبر ۱۹۹۸) بازیکن فوتبال اهل بنگلادش است.
از باشگاه‌هایی که در آن بازی کرده است می‌توان به باشگاه فوتبال باشوندارا کینگز اشاره کرد.
وی همچنین در تیم‌های ملی فوتبال زیر ۲۳ سال بنگلادش و بنگلادش بازی کرده است.